# Силь (река)
Силь (исп. Río Sil) — река на северо-западе Испании, левый приток реки Миньо. Длина — 238 км, площадь водосборного бассейна — 7982 км². Средний расход воды — 100 м³/с. Берёт начало на Кантабрийских горах на высоте 1980 метров над уровнем моря. На реке расположен город Понферрада.

## Направление
Силь проходит через Леонские районы: Бабия, Ласьяна, Эль-Бьерсо, Ла-Кабрера и Вальдеоррас, а также среди прочих: Вильяблино, Понферрада, О-Барко-де-Вальдеоррас, Ла-Руа, Кирога, Рибас-де-Силь.

## Притоки
- Левые: Вальсеко, Боэса, Оса, Кабрера, Бибей, Мао[1][2]
- Правые: Кабоальес, Вальдепрадо, Барредос, Куа, Бурбия, Сельмо, Сольдон, Лор, Кабе[1][2]

## Приустьевая часть
Река впадает в реку Миньо в провинции Оренсе.
Как правило, иерархия между реками осуществляется с учётом того, какое соединение имеет больший объем и длину. В данном случае Силь имеет в месте слияния больший расход воды и большую длину, чем Миньо. Однако, существует поговорка:

Миньо известна, но Силь даёт ему воду Оригинальный текст (исп.)El Miño lleva la fama y el Sil le da el agua

## Золотые месторождения
Река имеет богатые запасы золота в аллювии. Река наиболее широко использовалась в римский период после завоевания северо-западной Испании Октавианом Августом в 25 г. до н. э. В верховьях реки располагались крупные россыпные месторождения в районе Лас-Медулас. Золото добывалось при помощи гидравлического метода добычи. В период добычи вовлекалось в строительство многочисленные количество акведуков, чтобы промыть аллювиальные образования.

## Этимология
Согласно Эдельмиро Баскуасу, название «Силь» имеет древнеевропейское происхождение и родственно праиндоевропейскму корню *sei- «капать, влажный».

## Галерея

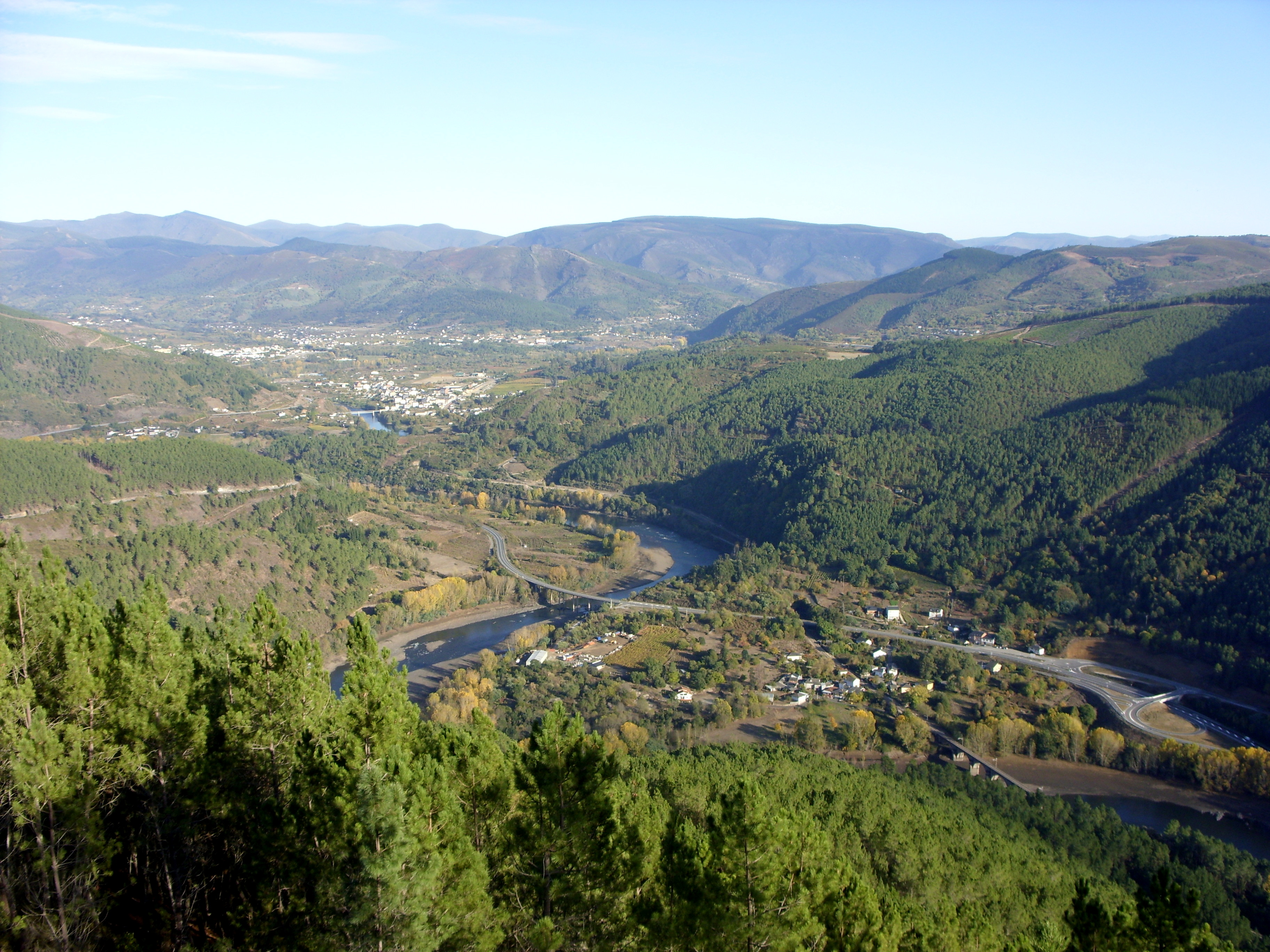
Железнодорожный мост через реку
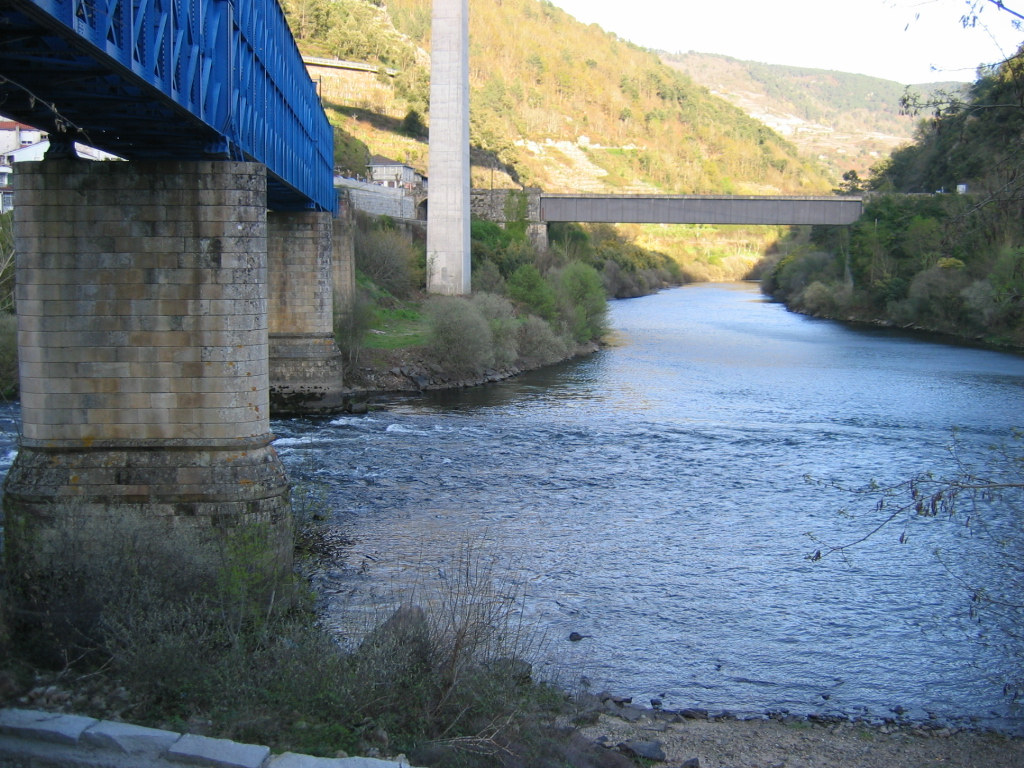
Слияние рек Силь и Миньо